# Ferrari 156 F1
Ferrari 156 F1 je Ferrarijev dirkalnik Formule 1, ki je bil v uporabi v sezonah 1961, 1962 in 1964, ko so z njim dirkali Phil Hill, Wolfgang von Trips, Giancarlo Baghetti, Richie Ginther, Olivier Gendebien in John Surtees. Znan je tudi po vzdevku »Sharknose« zaradi značilnih zračnikov. 
V sezoni 1961 so nova pravila zahtevala zmanjšanje prostornine motorjev s 2.5 na 1.5 litra. Phil Hill je z novim 156 F1 osvojil dirkaški naslov, Ferrari pa je s petimi zmagami na osmih dirkah osvojil tudi konstruktorskega. Toda ta sezona je bila za Ferrari tudi tragična, saj se je Wolfgang von Trips v drugem krogu Velike nagrade Italije smrtno ponesrečil po trčenju z Jimom Clarkom, pri tem pa je umrlo še štirinajst gledalcev ob progi.
V sezoni 1962 dirkalnik ni bil več konkurenčen in je sezono končal na le šestem mestu brez zmage in z 18 točkami. Sezona 1963 je bila le nekoliko boljša, saj je Ferrari dosegel eno zmago na Veliki nagradi Nemčije in zasedel četrto mesto v konstruktorskem prvenstvu s 26 točkami.